# Smilin' Through (pel·lícula de 1932)
Smilin' Through és una pel·lícula estatunidenca estrenada el 1932, basada en l'obra de Jane Cowl i Jane Murfin, també anomenada Smilin' Through. La pel·lícula va ser nominada per l'Oscar a la millor pel·lícula el 1932. Va ser adaptada de l'obra Cowl and Murfin 
de James Bernard Fagan, Donald Ogden Stewart, Ernest Vajda i Claudine West. La pel·lícula va ser dirigida per Sidney Franklin (que també havia dirigit una versió anterior el 1922) protagonitzada per Norma Shearer, Fredric March, Leslie Howard i Ralph Forbes.

## Argument
John ha portat una vida solitària durant trenta anys des de la mort de Moonyeen Clara. Però ara Owens, un amic proper, insisteix que cuidi de la seva neboda, Kathleen, òrfena des que els seus pares es van perdre en el mar. Els anys passen, i la nena Kathleen es converteix en una bella jove que és la viva imatge de Moonyeen... Luxosa producció del famós productor Irving Thalberg, en persona, per a major glòria de la seva esposa, la ja en aquell moment estrella Norma Shearer.

## Box office
El film va guanyar 1.004.000 dòlars als EUA i Canadà i 1.029.000 arreu el món, resultant uns beneficis de 529.000 dòlars.

## Repartiment
- Norma Shearer: Kathleen
- Fredric March: Kenneth Wayne
- Leslie Howard: Sir John Carteret
- O.P. Heggie: Dr. Owen
- Ralph Forbes: Willie Ainley
- Beryl Mercer: Mrs. Crouch
- Margaret Seddon: Ellen
- Forrester Harvey: Infermer